# Zrębice (gmina)
Zrębice – dawna gmina wiejska istniejąca w latach 1952–1954 w woj. katowickim i stalinogrodzkim. Siedzibą władz gminy były Zrębice.
Gmina została utworzona 1 lipca 1952 w powiecie częstochowskim w woj. katowickim (od 9 marca 1953 pod nazwą woj. stalinogrodzkie) z części gmin Olsztyn i Potok Złoty. W dniu powołania gmina składała się z 9 gromad: Biskupice, Biskupice Nowe, Krasawa, Pabianice, Siedlec, Skowronów, Suliszowice, Zrębice I i Zrębice II.
Gmina została zniesiona 29 września 1954 roku wraz z reformą wprowadzającą gromady w miejsce gmin. Jednostki nie przywrócono 1 stycznia 1973 roku po reaktywowaniu gmin.